# Два квитки до Венеції
«Два квитки до Венеції» — кінофільм режисера Анни Кельчевскої, що вийшов на екрани в 2011 році.

## Зміст
Ліза і Саша разом вчилися в інституті і планували почати спільне життя після закінчення навчання. Та батьки дівчини вирішили влаштувати її життя по-своєму і зрештою видали її заміж за Ігоря, сина дуже багатого батька. Через десять років колишні коханці перетинаються на зустрічі випускників і розуміють, що всіх цих років як не бувало. Пристрасть, яка жевріла весь цей час, виривається на поверхню. Для них більше немає заборон і немає меж, але що ж робити зі своїм налагодженим побутом і стосунками?

## Ролі
| Актор            | Роль |
| ---------------- | ---- |
| Анатолій Руденко | -    |
| Юлія Кельчевская | -    |
| Дмитро Мазуров   | -    |
| Євгенія Симонова | -    |
| Юрій Шликов      | -    |
| Ірина Шевчук     | -    |
| Іван Шабалтас    | -    |
| Ірина Черіченко  | -    |

## Знімальна група
- Режисер — Анна Кельчевская
- Сценарист — Андрій Фадєєв
- Продюсер — Влад Ряшин, Віталій Бордачов
- Композитор — Ерік Колвін